# Conqueyrac
Conqueyrac – miejscowość i gmina we Francji, w regionie Oksytania, w departamencie Gard.
Według danych na rok 1990 gminę zamieszkiwały 133 osoby, a gęstość zaludnienia wynosiła 5 osób/km² (wśród 1545 gmin Langwedocji-Roussillon Conqueyrac plasuje się na 770. miejscu pod względem liczby ludności, natomiast pod względem powierzchni na miejscu 247.).